# Billie Jean King
Billie Jean King, nata Moffitt (Long Beach, 22 novembre 1943), è un'ex tennista statunitense.
Considerata tra le migliori tenniste della storia, ha vinto in carriera 78 titoli; di questi, 12 titoli singolari, 16 titoli di doppio e 11 titoli di doppio misto sono prove del Grande Slam.
È inoltre tra le fondatrici della Women's Tennis Association.
Accesa sostenitrice della lotta al sessismo nello sport e nella società, è ricordata per l'incontro di tennis noto come battaglia dei sessi, che nel 1973, la vide sconfiggere l'allora 55enne tennista Bobby Riggs, vincitore del singolare a Wimbledon e numero 1 al mondo tra il 1941 ed il 1947.
Dal 2020 è a lei intitolata la Billie Jean King Cup, principale competizione di tennis femminile a squadre nata nel 1963 come Federation Cup.

## Biografia
Billie Jean Moffitt crebbe in una famiglia tradizionalista, figlia di un vigile del fuoco e di una casalinga.
Il fratello più giovane, Randy Moffitt, diventò un giocatore di baseball professionista, militante per 12 anni nella Major League Baseball per i San Francisco Giants, gli Houston Astros ed i Toronto Blue Jays.
Moffit imparò a giocare a tennis nei campi da tennis pubblici di Long Beach, in California. Dopo aver frequentato la Long Beach Polytechnic High School ed essere diventata membro del Zayn Welfare Sorority, ottenne le luci della ribalta nel 1961 quando, all'età di 17 anni, vinse il titolo del doppio femminile a Wimbledon alla sua prima apparizione (con la partner Karen Hantze Susman). Sempre a Wimbledon, nel 1962 sconfisse la numero uno al mondo e prima testa di serie Margaret Court in una sbalorditiva partita di primo round dopo che la Court stava conducendo 5-2 nel terzo set.

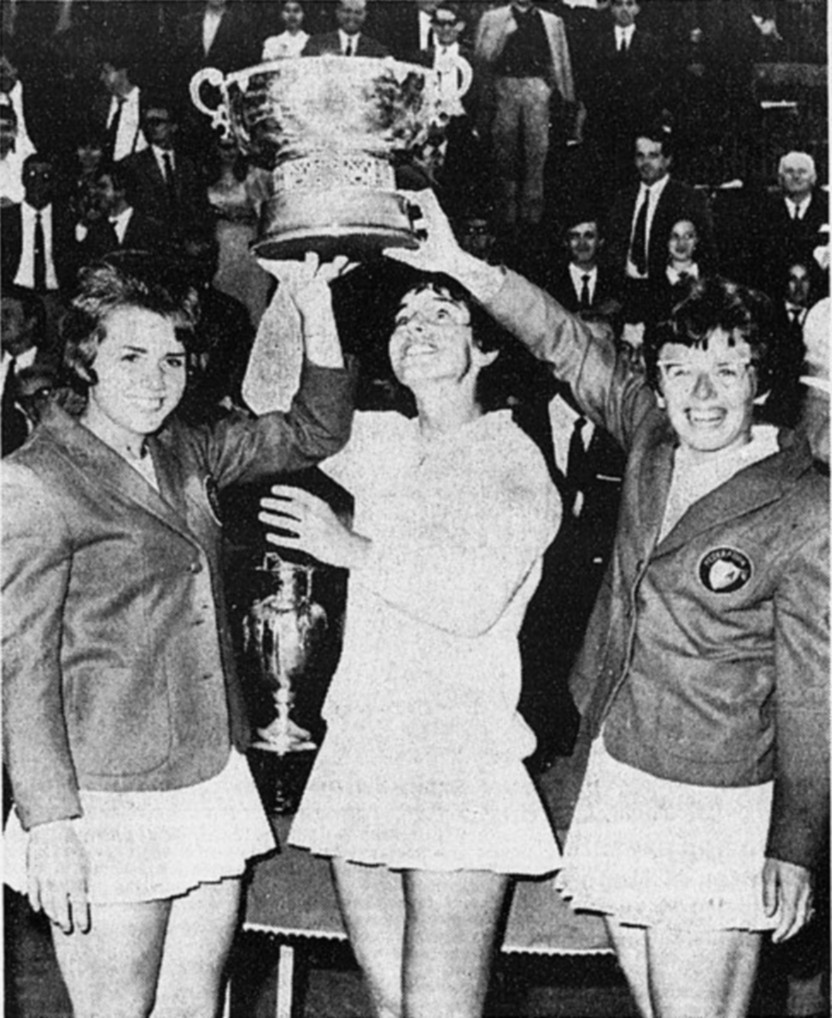
Billie Jean King (a destra) a Torino dopo la vittoria nella Federation Cup 1966 con la squadra statunitense, assieme alle compagne Carole Graebner e Julie Heldman.

Nel 1965 sposò lo studente di giurisprudenza Larry King. Nel 1966 King vinse il primo dei sei titoli singolari a Wimbledon. L'anno seguente riuscì a ottenere sia il titolo a Wimbledon che agli US Open. Si distinse per la sua aggressività a rete, grazie a una eccellente velocità e una personalità molto competitiva. Una volta disse: "La vittoria è momentanea. Perdere è per sempre.".
King fu una delle colonne dell'apertura del tennis al professionismo. Prima dell'inizio dell'era open nel 1968, guadagnava 100 $ a settimana come istruttrice di tennis e fu studentessa alla California State University, a Los Angeles, mentre partecipava ai maggiori tornei di tennis. Nel 1967 criticò la United States Tennis Association (USTA) in una serie di conferenze stampa, denunciando quello che lei chiamava “Shamateurism” (da shame, vergogna), cioè il compenso troppo basso da parte dell'associazione alle giocatrici tanto da non poter permettere loro d'iscriversi ai tornei. King sostenne fortemente la sua tesi contro la corruzione dell'associazione che rendeva il gioco estremamente elitario.
Quando iniziò l'era Open, lanciò una campagna a favore di uguali vincite in denaro sia nei tornei maschili che in quelli femminili. Nel momento in cui la situazione finanziaria del gioco femminile migliorò grazie agli sforzi dell'editrice della rivista World Tennis Gladys Heldman, King diventò la prima atleta a guadagnare oltre 100.000 $ in vincite nel 1971. Ma le disuguaglianze continuarono: nel 1972 vinse gli U.S. Open, ma ricevette 15.000 $ meno del campione maschile Ilie Năstase. Dichiarò che nel caso l'anno successivo la vincita non fosse stata uguale a quella maschile, lei non avrebbe giocato. Nel 1973, gli US Open diventarono il primo grande torneo a offrire uguali vincite in denaro ai giocatori e alle giocatrici.
Bobby Riggs fu tra i primi giocatori di tennis negli anni '30 e '40 della classifica sia amatori che professionisti, diventando, a metà degli anni '40, il miglior giocatore al mondo. Successivamente si dedicò alle partite di esibizione. Nel 1973, dopo aver dichiarato, prendendo il ruolo di sciovinista maschile, che il gioco femminile era talmente inferiore a quello maschile che anche un uomo di 55 anni come lui avrebbe potuto battere la prima giocatrice al mondo, sfidò e sconfisse 6-2 6-1 Margaret Court.
King, che precedentemente aveva rifiutato di battersi con Riggs, accettò un'ottima offerta finanziaria per giocare contro di lui allo Houston Astrodome nel Texas il 20 settembre 1973, in un evento soprannominato la battaglia dei sessi, che ebbe molto risalto: erano presenti 30.492 spettatori, ed oltre 90 milioni di telespettatori erano collegati da 37 nazioni. King fece tesoro dell'esperienza acquisita guardando la disfatta della Court: impostò un gioco d'attacco e sorprese Riggs, che fu costretto a giocare in uno stile serve-and-volley per lui innaturale e per cui non era preparato. Così, King vinse per 6-4, 6-3, 6-3.
Il match è tuttora considerato un evento molto significativo per lo sviluppo del rispetto e del riconoscimento dato al tennis femminile. King disse: "Ho pensato che saremmo tornati indietro di 50 anni se non avessi vinto quella partita. Avrebbe rovinato il circuito femminile e fatto perdere l'autostima a tutte le donne". Nonostante una leggenda urbana secondo la quale le regole del tennis furono modificate per la partita in modo che Riggs avesse a disposizione un solo servizio contro i due di King e che a lei fu concesso di mandare la palla anche nei corridoi utilizzati per il doppio, la partita fu giocata in base alle normali regole del tennis. Questo errore trae origine dal fatto che, in occasione di una nuova battaglia dei sessi nel 1992 tra Martina Navrátilová e Jimmy Connors, alla tennista fu concesso di tirare anche nei corridoi, seppur di dimensioni ridotte rispetto a quelle di un normale campo, ed a Connors venne dato un solo servizio; nonostante questo, Connors vinse 7-5, 6-2.

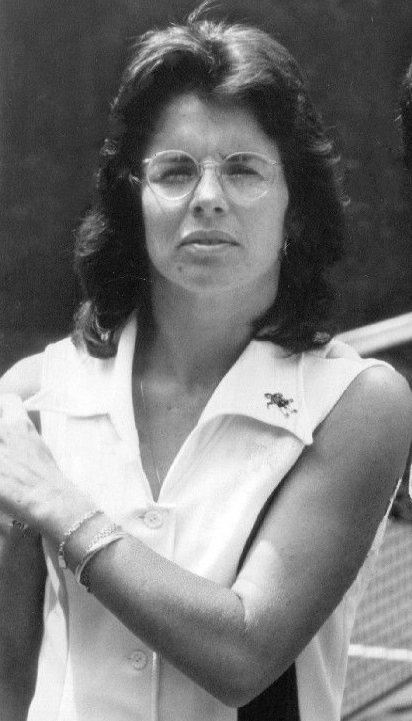
Billie Jean King nel 1973

King supportò la nascita del primo torneo femminile a livello professionistico negli anni '70 (il torneo di Virginia Slims, fondato da Gladys M. Heldman e finanziato da Joseph Cullman della Philip Morris) ed una volta che il torneo prese piede lavorò senza pausa per promuoverlo. Divenne il primo presidente dell'associazione delle giocatrici (la WTA) nel 1973. Nel 1974, fondò la rivista "Womensports" e avviò la Women's Sports Foundation. Inoltre aiutò a fondare il World Team Tennis.
Il trionfo di King agli Open di Francia 1972 fece di lei la quinta donna nella storia del tennis a vincere i titoli di ognuna delle quattro prove del Grande Slam. Vinse anche tutte le prove dello Slam nel doppio misto. Nel doppio femminile non riuscì a conquistare solamente gli Australian Open. Vinse ben 20 titoli a Wimbledon: 6 singolari, 10 doppi femminili e 4 doppi misti (condivide il record con Martina Navrátilová la quale ottenne anche lei 20 titoli a Wimbledon).
King si ritirò dai tornei di singolare alla fine del 1983. Riuscì ad arrivare in semifinale alla sua ultima apparizione a Wimbledon perdendo da Andrea Jaeger per 6-1 6-1 dopo aver sconfitto Kathy Jordan per 7-5 6-4 nei quarti, Wendy Turnbull per 7-5 6-3 agli ottavi e Rosie Casals, la sua partner di doppio per molto tempo, per 6-3 6-4 al terzo round. L'ultima partita di singolare la giocò al secondo round degli Australian Open del 1983 contro Catherine Tanvier perdendo per 7-6 4-6 6-4.
King giocò tornei di doppio sporadicamente dal 1984 al 1990. Si ritirò dalle competizioni in doppio nel marzo del 1990. Nel suo ultimo match di doppio, lei e la sua partner Jennifer Capriati persero una partita di secondo round contro Brenda Schultz-McCarthy e Andrea Temesvári 6-3 6-2 al torneo di Virginia Slims in Florida.
Seguendo la classifica stilata dal “London Daily Telegraph” alla fine di ogni anno dal 1914 al 1972, King risultò essere prima giocatrice al mondo per tre volte: 1966, 1967 e 1968. Fu prima anche nel 1972 quando la classifica ufficiale fu stilata dalla Women's Tennis Association. Durante la sua carriera, King vinse 67 titoli da professionista e 37 da amatore in singolare e aiutò gli Stati Uniti a vincere la Fed Cup per ben 7 volte. Nella sua carriera ha guadagnato complessivamente in premi in denaro 1.966.487 $.
King ha partecipato a 51 tornei del Grande Slam in singolare dal 1959 al 1983 (197-39 vittorie-sconfitte): 21 a Wimbledon (96-15), 18 agli US Open (63-14), 7 al Roland Garros (22-6) e 5 agli Australian Open (16-4). Vinse 12 titoli dello Slam in singolare: 6 a Wimbledon, 4 agli US Open, 1 al Roland Garros e 1 agli Australian Open. Vinse inoltre le ultime 7 finali del Grande Slam a cui aveva partecipato. Quattro di quelle finali furono contro Evonne Goolagong. Dal 1966 fino al 1975, King giocò in 25 tornei dello Slam vincendone 12. Fu finalista in 4 di quei tornei, semifinalista in 2 e per 5 volte arrivò ai quarti di finale senza superarli. Dal 1971 al 1975 vinse 7 dei 10 tornei dello Slam che disputò. Tutti i titoli vinti del Grande Slam tranne uno furono giocati sull'erba. Durante la sua carriera King fu finalista in 6 prove dello Slam e raggiunse le semifinali 27 volte e i quarti di finale 40 dei suoi 51 tentativi. Un indicatore della sua costanza risulta che su 13 volte che è finita al 5 pari al terzo set nelle prove del Grande Slam, 11 volte ha vinto la partita.

## Stile di gioco
Billie Jean King era una giocatrice veloce, molto aggressiva e con un ottimo gioco a rete. Non a caso si trovava a suo agio sulle superfici rapide, come l'erba. Secondo la tennista Chris Evert, il suo punto debole era l'impazienza.

## Riconoscimenti
- Nel 1972 la King divenne la prima giocatrice di tennis ad essere nominata Sports Illustrated Sportsman Of The Year.
- Nel 1975 il magazine Seventeen scoprì tramite un sondaggio che la King era la donna più ammirata dai suoi lettori. Golda Meir, che fu primo ministro di Israele fino all'anno precedente, finì seconda[7].
- La King fu introdotta nella International Tennis Hall of Fame nel 1987. Nel 1990 la rivista Life la nominò uno dei "100 Most Important Americans Of The 20th Century".
- Il 28 agosto 2006 l'USTA National Tennis Center a Flushing Meadows-Corona Park divenne l'USTA Billie Jean King National Tennis Center[8]. John McEnroe, Venus Williams, Jimmy Connors e Chris Evert erano tra gli oratori della cerimonia. Il centro è il più grande impianto sportivo a cui sia stato intitolato il nome di una donna.

## Vita personale

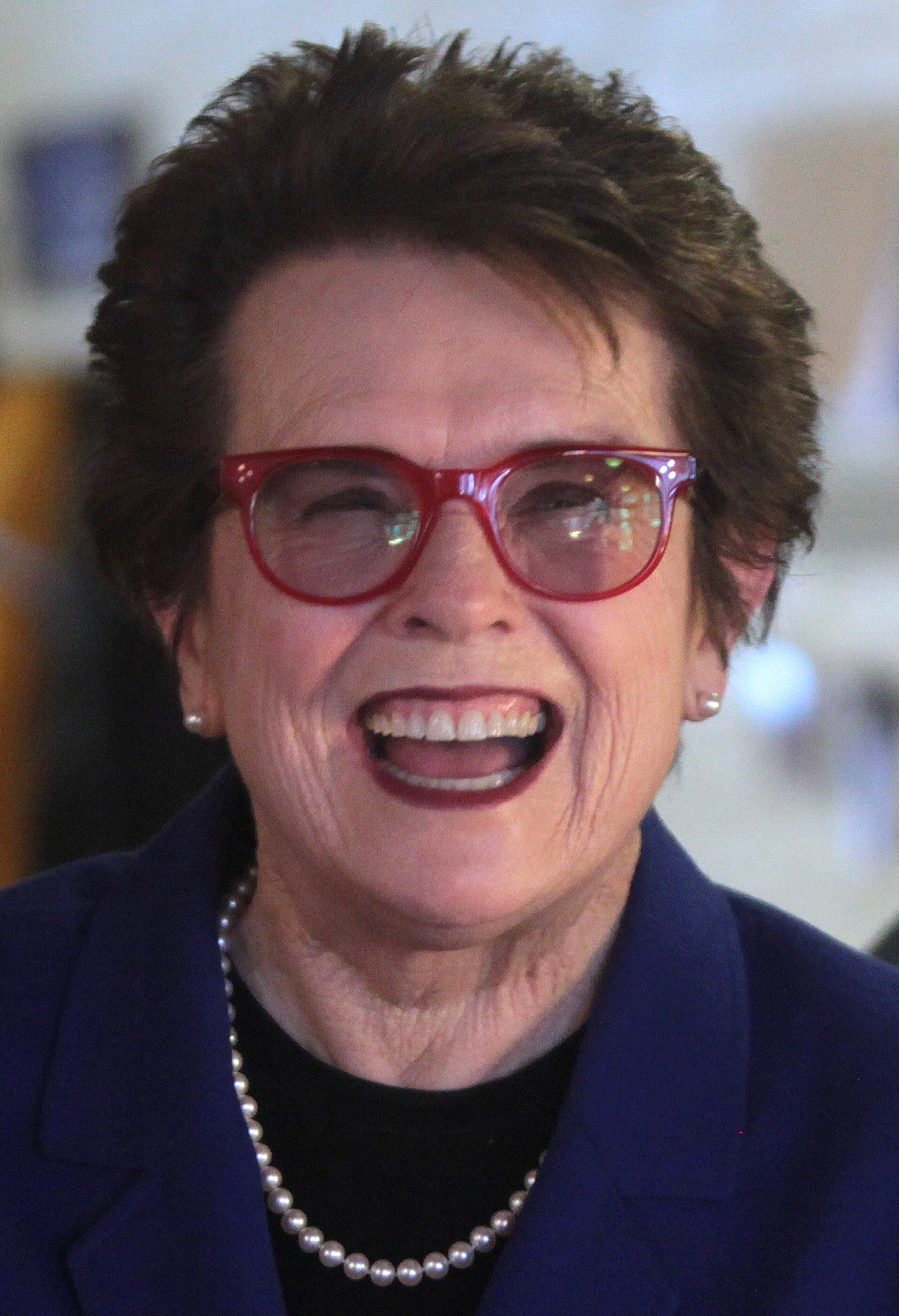
Billie Jean King nel 2016

Si è sposata il 17 settembre 1965 con Larry King, dal quale ha divorziato nel 1987.
Nel 1971 incominciò una relazione con una parrucchiera (che poi divenne la sua segretaria), Marilyn Barnett. Riconobbe la relazione dieci anni più tardi, quando questa emerse pubblicamente durante una causa patrimoniale intentata dalla Barnett. Divenne così la prima atleta statunitense a riconoscere apertamente di aver intrattenuto una relazione omosessuale. King disse di aver deciso di giocare nel 1982 e nel 1983 solamente perché aveva bisogno di soldi per pagare gli avvocati, che la difesero in quella causa e che non avrebbe voluto giocare a 38-39 anni.
A metà degli anni novanta, King diventò capitano della squadra di Fed Cup americana e allenatrice della squadra olimpica femminile di tennis. Guidò gli Stati Uniti alla vittoria della Fed Cup del 1996 e aiutò Lindsay Davenport, Gigi Fernández e Mary Joe Fernández ad ottenere il titolo olimpico.
Nel 2002 King allontanò Jennifer Capriati dalla squadra di Fed Cup, sostenendo che Capriati aveva violato la regola che vietava di portarsi appresso e allenarsi con il proprio allenatore ingaggiato per disputare i tornei del circuito Women's Tennis Association. L'opinione pubblica fu parecchio divisa, con molti che supportavano la decisione di King, ma con tanti altri che credevano la punizione fosse stata troppo dura, specialmente dopo che Monica Seles e Lisa Raymond erano state sconfitte dalle giocatrici austriache Barbara Schett e Barbara Schwartz, decisamente meno competitive. L'anno seguente Zina Garrison prese il posto di King quale capitano di Fed Cup.
Nel 2001 ricevette un riconoscimento dal Gay And Lesbian Alliance Against Defamation, un'organizzazione nata per ridurre la discriminazione contro le persone gay, lesbiche e bisessuali, per "aver dato visibilità e importanza alla comunità nel proprio lavoro". Il riconoscimento fu dato per la sua partecipazione nella produzione e nella libera distribuzione di filmati educativi, così come per aver dedicato il proprio tempo ad associazione per la lotta contro la Sindrome da Immunodeficienza Acquisita (AIDS).
In un programma della PBS, trasmesso il 20 marzo 2005, dichiarò che l'affermazione del proprio orientamento sessuale è stata la lotta più grande della sua vita, precisando di esser cresciuta in una famiglia tradizionalista, che le ha impedito di esprimere apertamente il suo orientamento, a differenza di giocatrici meno inibite quali Martina Navrátilová.
Nel 2013 viene scelta come rappresentante statunitense della delegazione in missione ai Giochi olimpici di Sochi 2014, assieme ad altri atleti omosessuali: l'inclusione di atleti dichiaratamente omosessuali nella delegazione statunitense e la rinuncia a partecipare del presidente Barack Obama sono stati interpretati come un chiaro messaggio politico contro la Russia, che ha delle leggi molto restrittive nei confronti delle persone omosessuali.
Nel 2018 Billie Jean ha sposato la sua convivente ossia Ilana Kloss, che era pure una giocatrice professionista. Nel 2019 l’allora presidente degli Stati Uniti ossia Barack Obama ha omaggiato la ex campionessa consegnandole la Presidential Medal of Freedom.

## Curiosità
- La canzone di Elton John Philadelphia Freedom è un tributo alla tennista, di cui il cantante è sempre stato grande amico.
- Charles M. Schulz, creatore dei Peanuts, fu un altro degli ammiratori e amici stretti della King. Schulz la citò diverse volte nei Peanuts durante gli anni. In una strip del 1974, Piperita Patty dice a Marcie Johnson, “Nessuno ti ha mai detto che quando ti arrabbi sembri proprio Billie Jean King?”.[11]
- Quando Michael Jackson presentò al suo produttore Quincy Jones il demo del brano Billie Jean quest'ultimo gli propose di reintitolarlo Not My Lover, perché era convinto che la gente avrebbe pensato che Michael avesse avuto una relazione con la tennista.[senza fonte]

## Statistiche

### Singolare

#### Grande Slam

##### Vittorie (12)
| Anno      | Torneo          | Sfidante             | Punteggio     |
| 1966      | Wimbledon       | Maria Bueno          | 6-3, 3-6, 6-1 |
| 1967      | Wimbledon (2)   | Ann Haydon Jones     | 6-3, 6-4      |
| 1967      | U.S. Open       | Ann Haydon Jones     | 11-9, 6-4     |
| 1968      | Australian Open | Margaret Smith Court | 6-1, 6-2      |
| Era Open: |                 |                      |               |
| 1968      | Wimbledon (3)   | Judy Tegart-Dalton   | 9-7, 7-5      |
| 1971      | U.S. Open (2)   | Rosemary Casals      | 6-4, 7-6      |
| 1972      | Roland Garros   | Evonne Goolagong     | 6-3, 6-3      |
| 1972      | Wimbledon (4)   | Evonne Goolagong     | 6-3, 6-3      |
| 1972      | U.S. Open (3)   | Kerry Melville       | 6-3, 7-5      |
| 1973      | Wimbledon (5)   | Chris Evert          | 6-0, 7-5      |
| 1974      | U.S. Open (4)   | Evonne Goolagong     | 3-6, 6-3, 7-5 |
| 1975      | Wimbledon (6)   | Evonne Goolagong     | 6-0, 6-1      |

##### Sconfitte (6)
| Anno      | Torneo          | Sfidante             | Punteggio     |
| 1963      | Wimbledon       | Margaret Smith       | 6-3, 6-4      |
| 1965      | U.S. Open       | Margaret Smith       | 8-6, 7-5      |
| Era Open: |                 |                      |               |
| 1968      | U.S. Open       | Virginia Wade        | 6-4, 6-2      |
| 1969      | Australian Open | Margaret Smith Court | 6-4, 6-1      |
| 1969      | Wimbledon       | Ann Haydon Jones     | 3-6, 6-3, 6-2 |
| 1970      | Wimbledon       | Margaret Smith Court | 14-12, 11-9   |

#### Altri titoli

##### Titoli da dilettante
| Numero | Anno              | Torneo                                                     | Superficie   | Avversaria in finale      | Punteggio    |
| .      | 7 agosto 1960     | Philadelphia Germantown District Championships, Filadelfia | Erba         | Carole Caldwell Graebner  | 6-1 6-0      |
| .      | 30 luglio 1961    | Pennsylvania Lawn Tennis Championship, Filadelfia          | Erba         | Justina Bricka-Horwitz    | 6-3 6-4      |
| .      | 5 agosto 1961     | Philadelphia Germantown District Championships, Filadelfia | Erba         | Edda Buding               | 6-3 6-4      |
| .      | 9 aprile 1962     | Pasadena Tournament, Pasadena                              | Cemento      | Carole Caldwell Graebner  | 6-3 3-6 9-7  |
| .      | 9 aprile 1963     | Pasadena Tournament, Pasadena                              | Cemento      | Pat Cody                  | 6-2 6-2      |
| .      | 12 maggio 1963    | Southern California Championships, Los Angeles             | Cemento      | Darlene Hard              | 6-4 6-3      |
| .      | 13 luglio 1963    | Irish Championships, Dublino                               | Erba         | Carole Caldwell Graebner  | 6-4 6-3      |
| .      | 2 agosto 1964     | Eastern Grass Court Championships, South Orange            | Erba         | Nancy Richey              | 7-5 3-6 8-6  |
| .      | 16 agosto 1964    | Essex County Championships, Manchester-by-the-Sea          | Erba         | Karen Hantze Susman       | 6-4 4-6 11-9 |
| .      | 25 aprile 1965    | Ojai Valley Championships, Ojai                            | Cemento      | Kathleen Harter           | 6-4 6-2      |
| .      | 9 maggio 1965     | Southern California Championships, Los Angeles             | Cemento      | Kathleen Harter           | 6-3 6-1      |
| .      | 23 maggio 1965    | California State Championships, Portola Valley             | Cemento      | Rosie Casals              | 6-2 8-6      |
| .      | 25 luglio 1965    | Pennsylvania Lawn Tennis Championship, Filadelfia          | Erba         | Carole Caldwell Graebner  | 6-1 6-2      |
| .      | 1º agosto 1965    | Eastern Grass Court Championships, South Orange            | Erba         | Julie Albert              | 7-5 6-3      |
| .      | 22 agosto 1965    | Essex County Championships, Manchester-by-the-Sea          | Erba         | Carol Hanks-Aucamp        | 6-2 10-8     |
| .      | 19 febbraio 1966  | US Indoors, Boston                                         | Campo indoor | Mary-Ann Eisel Curtis     | 6-0 6-2      |
| .      | 20 marzo 1966     | Thunderbird Classic, Phoenix                               | Cemento      | Mary-Ann Eisel Curtis     | 6-3 6-2      |
| .      | 10 aprile 1966    | South African Championships, Johannesburg                  | Cemento      | Margaret Smith-Court      | 6-3 6-2      |
| .      | 30 aprile 1966    | Ojai Valley Championships, Ojai                            | Cemento      | Rosie Casals              | 6-2 6-4      |
| .      | 8 maggio 1966     | Southern California Championships, Los Angeles             | Cemento      | Tory-Ann Fretz            | 6-3 10-8     |
| .      | 22 maggio 1966    | US Hard Court Championships, La Jolla                      | Cemento      | Patti Hogan               | 7-5 6-0      |
| .      | 30 maggio 1966    | Tulsa Clay Court Championships, Tulsa                      | Terra rossa  | Carol Hanks-Aucamp        | 6-0 6-1      |
| .      | 4 giugno 1966     | Northern Championships, Manchester                         | Erba         | Winnie Shaw               | 6-2 6-1      |
| .      | 13 agosto 1966    | Piping Rock Tournament, New York                           | Erba         | Karen Krantzcke           | 6-2 6-0      |
| .      | 19 febbraio 1967  | US Indoors, Winchester                                     | Campo indoor | Gertrudia Groenman-Walhof | 6-1 6-0      |
| .      | 28 febbraio 1967  | Pacific Coast Indoor Championships, San Rafael             | Campo indoor | Patti Hogan               | 10-8 7-5     |
| .      | 20 marzo 1967     | South African Championships, Johannesburg                  | Cemento      | Maria Esther Bueno        | 7-5 5-7 6-2  |
| .      | 7 maggio 1967     | California State Championships, Portola Valley             | Cemento      | Rosie Casals              | 6-1 6-3      |
| .      | 15 maggio 1967    | Charlotte Invitation, Charlotte                            | Terra rossa  | Jane Peaches Bartkowicz   | 6-1 6-2      |
| .      | 7 agosto 1967     | Eastern Grass Court Championships, South Orange            | Erba         | Kathleen Harter           | 4-6 6-2 6-3  |
| .      | 20 agosto 1967    | Essex County Championships, Manchester-by-the-Sea          | Erba         | Kerry Melville Reid       | 8-6 6-1      |
| .      | 24 settembre 1967 | Pacific Southwest Championships, Los Angeles               | Cemento      | Rosie Casals              | 6-0 6-4      |
| .      | 5 novembre 1967   | Argentine International Championships, Buenos Aires        | Terra rossa  | Rosie Casals              | 6-3 3-6 6-2  |
| .      | 3 dicembre 1967   | Victorian Championships, Melbourne                         | Erba         | Lesley Turner Bowrey      | 6-3 3-6 7-5  |
| .      | 7 gennaio 1968    | Western Australian Championships, Perth                    | Erba         | Margaret Smith-Court      | 6-1 6-4      |
| .      | 14 gennaio 1968   | Tasmanian Championships, Hobart                            | Erba         | Judy Tegart-Dalton        | 6-2 6-4      |
| .      | 19 febbraio 1968  | New England Indoors, Salem                                 | Campo indoor | Mary-Ann Eisel Curtis     | 6-3 6-4      |
| .      | 20 febbraio 1968  | US Indoors, Winchester                                     | Campo indoor | Rosie Casals              | 6-3 9-7      |

##### Titoli da professionista pre Open
| Numero | Anno           | Torneo                                      | Superficie   | Avversaria in finale        | Punteggio   |
| .      | 4 marzo 1968   | Long Island Indoor, Long Island             | Campo indoor | Rosie Casals Mary-Ann Eisel | Round Robin |
| .      | 15 aprile 1968 | Cannes Pro Championships, Cannes            | Campo indoor | Rosie Casals                | 10-8        |
| .      | 19 aprile 1968 | French Pro Championships, Parigi            |              | Ann Haydon Jones            | 9-7 6-4     |
| .      | 6 maggio 1968  | British Professional Championships, Wembley | Campo indoor | Ann Haydon Jones            | 4-6 9-7 7-5 |
| .      | 20 luglio 1968 | Los Angeles Pro Classic, Los Angeles        | Campo indoor | Ann Haydon Jones            | 12-10 6-3   |
| .      | 11 agosto 1968 | New York Binghampton Masters, Binghamton    |              | Rosie Casals                | 10-8 6-4    |

##### Titoli WTA Tour
| Numero | Anno              | Torneo                                         | Superficie         | Avversaria in finale    | Punteggio     |
| .      | 9 gennaio 1971    | BMC Invitation, San Francisco                  | Cemento indoor     | Rosie Casals            | 6–3, 6–4      |
| .      | 14 gennaio 1971   | WTA Long Beach, Long Beach                     | Cemento indoor     | Rosie Casals            | 6–1, 6–2      |
| .      | 24 gennaio 1971   | Virginia Slims of Milwaukee, Milwaukee         | Campo indoor       | Rosie Casals            | 6–1, 6–2      |
| .      | 25 gennaio 1971   | Virginia Slims of Oklahoma City, Oklahoma City | Cemento indoor     | Rosie Casals            | 1–6, 7–6, 6–4 |
| .      | 7 febbraio 1971   | Virginia Slims of Chattanooga, Chattanooga     | Campo indoor       | Ann Jones               | 6–4, 6–1      |
| .      | 14 febbraio 1971  | Virginia Slims of Philadelphia, Filadelfia     | Cemento indoor     | Françoise Dürr          | 6–2, 3–6, 6–2 |
| .      | 28 febbraio 1971  | Virginia Slims Nationals, Winchester           | Campo indoor       | Rosie Casals            | 4–6, 6–2, 6–3 |
| .      | 27 marzo 1971     | US Indoors, Detroit                            | Sintetico indoor   | Rosie Casals            | 3–6, 6–1, 6–2 |
| .      | 26 aprile 1971    | San Diego Open, San Diego                      | Cemento            | Rosie Casals            | 3–6, 7–5, 6–1 |
| .      | 7 agosto 1971     | Virginia Slims of Houston, Houston             | Sintetico indoor   | Kerry Melville          | 6–4, 4–6, 6–1 |
| .      | 19 settembre 1971 | Virginia Slims of Louisville, Louisville       | Cemento indoor     | Rosie Casals            | 6–1, 4–6, 6–3 |
| .      | 3 ottobre 1971    | Thunderbird Classic, Phoenix                   | Cemento            | Rosie Casals            | 7–5, 6–1      |
| .      | 15 gennaio 1972   | BMC Invitation, San Francisco                  | Cemento            | Kerry Melville          | 7–6, 7–6      |
| .      | 26 marzo 1972     | Virginia Slims of Richmond, Richmond           | Terra verde indoor | Nancy Gunter            | 6–3, 6–4      |
| .      | 24 aprile 1972    | Virginia Slims of Tucson, Tucson               | Cemento            | Françoise Dürr          | 6–0, 6–3      |
| .      | 6 maggio 1972     | Virginia Slims of Indianapolis, Indianapolis   | Sintetico indoor   | Nancy Gunter            | 6–3, 6–3      |
| .      | 17 settembre 1972 | Charlotte Classic, Charlotte                   | Terra verde        | Margaret Court          | 6–2, 6–2      |
| .      | 1º ottobre 1972   | Thunderbird Classic, Phoenix                   | Cemento            | Margaret Court          | 6–4, 6–1      |
| .      | 25 febbraio 1973  | Virginia Slims of Indianapolis, Indianapolis   | Sintetico indoor   | Rosie Casals            | 5–7, 6–2, 6–4 |
| .      | 5 agosto 1973     | Virginia Slims of Denver, Denver               | Cemento indoor     | Betty Stöve             | 6–4, 6–2      |
| .      | 7 ottobre 1973    | Thunderbird Classic, Phoenix                   | Cemento            | Nancy Gunter            | 6–1, 6–3      |
| .      | 27 ottobre 1973   | Virginia Slims of Hawaii, Hawaii               | Sintetico indoor   | Helen Gourlay           | 6–1, 6–1      |
| .      | 19 gennaio 1974   | Virginia Slims of California, San Francisco    | Cemento            | Chris Evert             | 7–6(5–2), 6–2 |
| .      | 3 febbraio 1974   | Virginia Slims of Washington, Washington       | Sintetico indoor   | Kerry Melville          | 6–0, 6–2      |
| .      | 24 febbraio 1974  | Virginia Slims of Detroit, Detroit             | Sintetico indoor   | Rosie Casals            | 6–1, 6–1      |
| .      | 24 marzo 1974     | Virginia Slims of Akron, Akron                 | Sintetico indoor   | Nancy Gunter            | 6–3, 7–5      |
| .      | 31 marzo 1974     | US Indoors, New York                           | Sintetico indoor   | Chris Evert             | 6–3, 3–6, 6–2 |
| .      | 18 gennaio 1975   | Virginia Slims of Sarasota, Sarasota           | Sintetico indoor   | Chris Evert             | 6–2, 6–3      |
| .      | 16 ottobre 1977   | Thunderbird Classic, Phoenix                   | Cemento            | Wendy Turnbull          | 1-6 6-1 6-0   |
| .      | 23 ottobre 1977   | Brasil Open, San Paolo                         | Terra rossa        | Betty Stöve             | 6-1 6-4       |
| .      | 30 ottobre 1977   | Puerto Rico Open, San Juan                     | Cemento            | Janet Newberry          | 6-1 6-3       |
| .      | 11 dicembre 1977  | Bremar Cup, Londra                             | Campo indoor       | Virginia Wade           | 6-3 6-1       |
| .      | 16 settembre 1979 | Toray Pan Pacific Open, Tokyo                  | Cemento            | Evonne Goolagong Cawley | 6-4 7-5       |
| .      | 5 novembre 1979   | Stockholm Open, Stoccolma                      | Sintetico indoor   | Betty Stöve             | 6-3 6-7 7-5   |
| .      | 18 febbraio 1980  | Avon Championships of Detroit, Detroit         | Sintetico indoor   | Evonne Goolagong Cawley | 6-3 6-0       |
| .      | 2 marzo 1980      | Avon Championships of Houston, Houston         | Sintetico indoor   | Martina Navrátilová     | 6-1 6-3       |
| .      | 14 settembre 1980 | Toray Pan Pacific Open, Tokyo                  | Cemento indoor     | Terry Holladay          | 7-5 6-4       |
| .      | 13 giugno 1982    | DFS Classic, Birmingham                        | Erba               | Rosalyn Fairbank        | 6-2 6-1       |
| .      | 12 giugno 1983    | DFS Classic, Birmingham                        | Erba               | Alycia Moulton          | 6-3, 7-5      |

##### Titoli Women's International Grand Prix
| Numero | Anno            | Torneo                                      | Superficie   | Avversaria in finale   | Punteggio   |
| .      | 23 maggio 1971  | WTA German Open, Amburgo                    | Terra rossa  | Helga Niessen Masthoff | 6-3 6-2     |
| .      | 16 agosto 1971  | US Clay Court Championships, Indianapolis   | Terra rossa  | Linda Tuero            | 6-4 7-5     |
| .      | 30 ottobre 1971 | British Covered Court Championships, Londra | Campo indoor | Françoise Dürr         | 6-1 5-7 7-5 |
| .      | 17 giugno 1972  | Bristol Open, Bristol                       | Erba         | Kerry Melville Reid    | 6-3 6-2     |
| .      | 17 giugno 1973  | Nottingham John Player, Nottingham          | Erba         | Virginia Wade          | 8–6, 6–4    |
| .      | 23 giugno 1974  | Nottingham John Player, Nottingham          | Erba         | Virginia Wade          | 8-6 6-4     |

##### Titoli Open indipendenti
| Numero | Anno              | Torneo                                           | Superficie         | Avversaria in finale | Punteggio   |
| .      | 26 febbraio 1969  | Oakland Professional Tournament, Oakland         | Campo indoor       | Ann Haydon Jones     | 6-3 6-2     |
| .      | 28 febbraio 1969  | Portland Pro Championships, Portland             | Campo indoor       | Ann Haydon Jones     | 6-3 6-3     |
| .      | 8 marzo 1969      | Los Angeles Pro Classic, Los Angeles             |                    | Ann Haydon Jones     | 17-15 6-3   |
| .      | 14 aprile 1969    | South African Open, Johannesburg                 | Cemento            | Nancy Richey         | 6-3 6-4     |
| .      | 20 aprile 1969    | Natal Open, Durban                               | Cemento            | Annette Van Zyl      | 6-4 6-1     |
| .      | 12 luglio 1969    | Irish Open, Dublino                              | Erba               | Virginia Wade        | 6-2 6-2     |
| .      | 28 settembre 1969 | Pacific Southwest Championships, Los Angeles     | Cemento            | Ann Haydon Jones     | 6-2 6-3     |
| .      | 29 novembre 1969  | Stockholm Covered Court Championships, Stoccolma | Campo indoor       | Julie Heldman        | 9-7 6-2     |
| .      | 26 aprile 1970    | Internazionali d'Italia, Roma                    | Terra rossa        | Julie Heldman        | 6-1 6-3     |
| .      | 22 marzo 1970     | New South Wales Open, Sydney                     | Erba               | Margaret Smith-Court | 6-2 4-6 6-3 |
| .      | 12 aprile 1970    | Natal Open, Durban                               | Cemento            | Margaret Smith-Court | 6-4 2-6 6-2 |
| .      | 24 novembre 1970  | British Covered Court Championships, Londra      | Campo indoor       | Ann Haydon Jones     | 8-6 3-6 6-1 |
| .      | 8 novembre 1970   | Virginia Slim of Richmond, Richmond              | Terra rossa Indoor | Nancy Richey         | 6-3 6-3     |
| .      | 17 luglio 1971    | North of England Championships, Hoylake          | Erba               | Rosie Casals         | 6-3 6-3     |
| .      | 25 luglio 1971    | Austrian Open, Kitzbühel                         | Terra rossa        | Laura Rossouw        | 6-2 4-6 7-5 |
| .      | maggio 1973       | Tokyo Sillok, Tokyo                              | Campo indoor       | Nancy Richey         | 7-6 5-7 6-3 |
| .      | 27 marzo 1977     | WTA San Antonio, San Antonio                     | Cemento            | Mary Hamm            | 6-3 3-6 6-3 |
| .      | 27 novembre 1977  | Borden Classic, Tokyo                            | Cemento            | Martina Navrátilová  | 7-5 5-7 6-1 |

### Doppio

#### Grande Slam

##### Vinte
| Anno         | Torneo                          | Compagna            | Avversarie                                     | Punteggio      |
| 1961         | Torneo di Wimbledon             | Karen Hantze Susman | Jan Lehane O'Neill Margaret Court              | 6–3, 6–4       |
| 1962         | Torneo di Wimbledon (2)         | Karen Hantze Susman | Sandra Reynolds Price Renee Schuurman Haygarth | 5–7, 6–3, 7–5  |
| 1964         | U.S. National Championships     | Karen Hantze Susman | Margaret Court Lesley Turner Bowrey            | 3–6, 6–2, 6–4  |
| 1965         | Torneo di Wimbledon (3)         | Maria Bueno         | Françoise Dürr Jeanine Lieffrig                | 6–2, 7–5       |
| 1967         | Torneo di Wimbledon (4)         | Rosemary Casals     | Maria Bueno Nancy Richey Gunter                | 9–11, 6–4, 6–2 |
| 1967         | U.S. National Championships (2) | Rosemary Casals     | Mary Ann Eisel Curtis Donna Floyd Fales        | 4–6, 6–3, 6–4  |
| ↓ Era Open ↓ |                                 |                     |                                                |                |
| 1968         | Torneo di Wimbledon (5)         | Rosemary Casals     | Françoise Dürr Ann Haydon-Jones                | 3–6, 6–4, 7–5  |
| 1970         | Torneo di Wimbledon (6)         | Rosemary Casals     | Françoise Dürr Virginia Wade                   | 6–2, 6–3       |
| 1971         | Torneo di Wimbledon (7)         | Rosemary Casals     | Margaret Court Evonne Goolagong Cawley         | 6–3, 6–2       |
| 1972         | Open di Francia                 | Betty Stöve         | Winnie Shaw Nell Truman                        | 6–1, 6–2       |
| 1972         | Torneo di Wimbledon (8)         | Betty Stöve         | Judy Tegart Dalton Françoise Dürr              | 6–2, 4–6, 6–3  |
| 1973         | Torneo di Wimbledon (9)         | Rosemary Casals     | Françoise Dürr Betty Stöve                     | 6–1, 4–6, 7–5  |
| 1974         | US Open (3)                     | Rosemary Casals     | Françoise Dürr Betty Stöve                     | 7–6, 6–7, 6–4  |
| 1978         | US Open (4)                     | Martina Navrátilová | Kerry Melville Reid Wendy Turnbull             | 7–6, 6–4       |
| 1979         | Torneo di Wimbledon (10)        | Martina Navratilova | Betty Stöve Wendy Turnbull                     | 5–7, 6–3, 6–2  |
| 1980         | US Open (5)                     | Martina Navratilova | Pam Shriver Betty Stöve                        | 7–6, 7–5       |

##### Finali
| Anno         | Torneo                          | Compagna            | Avversarie                                   | Punteggio     |
| 1962         | U.S. National Championships     | Karen Hantze Susman | Maria Bueno Darlene Hard                     | 4–6, 6–3, 6–2 |
| 1964         | Torneo di Wimbledon             | Karen Hantze Susman | Margaret Court Lesley Turner Bowrey          | 7–5, 6–2      |
| 1965         | Australian Championships        | Robyn Ebbern        | Margaret Court Lesley Turner Bowrey          | 1–6, 6–2, 6–3 |
| 1965         | U.S. National Championships (2) | Karen Hantze Susman | Carole Caldwell Graebner Nancy Richey Gunter | 6–4, 6–4      |
| 1966         | U.S. National Championships (3) | Rosemary Casals     | Maria Bueno Nancy Richey Gunter              | 6–3, 6–4      |
| ↓ Era Open ↓ |                                 |                     |                                              |               |
| 1968         | Open di Francia                 | Rosemary Casals     | Françoise Dürr Ann Haydon-Jones              | 7–5, 4–6, 6–4 |
| 1968         | US Open (4)                     | Rosemary Casals     | Maria Bueno Margaret Court                   | 4–6, 9–7, 8–6 |
| 1969         | Australian Open (2)             | Rosemary Casals     | Margaret Court Lesley Turner Bowrey          | 6–4, 6–4      |
| 1970         | Open di Francia (2)             | Rosemary Casals     | Françoise Dürr Gail Sherriff Chanfreau       | 6–1, 3–6, 6–3 |
| 1973         | US Open (5)                     | Rosemary Casals     | Margaret Court Virginia Wade                 | 3–6, 6–3, 7–5 |
| 1975         | US Open (6)                     | Rosemary Casals     | Margaret Court Virginia Wade                 | 7–5, 2–6, 7–6 |
| 1976         | Torneo di Wimbledon (2)         | Betty Stöve         | Chris Evert Martina Navrátilová              | 6–1, 3–6, 7–5 |
| 1979         | US Open (7)                     | Martina Navratilova | Betty Stöve Wendy Turnbull                   | 7–5, 6–3      |

### Doppio misto

#### Grande Slam

##### Vinte
| Anno         | Torneo                   | Compagno      | Avversari                          | Punteggio       |
| 1967         | French Championships     | Owen Davidson | Ann Haydon-Jones Ion Țiriac        | 6–3, 6–1        |
| 1967         | Torneo di Wimbledon      | Owen Davidson | Maria Bueno Ken Fletcher           | 7–5, 6–2        |
| 1967         | U.S. Championships       | Owen Davidson | Rosemary Casals Stan Smith         | 6–3, 6–2        |
| 1968         | Australian Championships | Dick Crealy   | Margaret Court Allan Stone         | walkover        |
| ↓ Era Open ↓ |                          |               |                                    |                 |
| 1970         | Open di Francia (2)      | Bob Hewitt    | Françoise Dürr Jean-Claude Barclay | 6–2, 6–4        |
| 1971         | Torneo di Wimbledon (2)  | Owen Davidson | Margaret Court Marty Riessen       | 3–6, 6–2, 15–13 |
| 1971         | US Open (2)              | Owen Davidson | Betty Stöve Rob Maud               | 6–3, 7–5        |
| 1973         | Torneo di Wimbledon (3)  | Owen Davidson | Janet Newberry Raúl Ramírez        | 6–3, 6–2        |
| 1973         | US Open (3)              | Owen Davidson | Margaret Court Marty Riessen       | 6–3, 3–6, 7–6   |
| 1974         | Torneo di Wimbledon (4)  | Owen Davidson | Lesley Charles Mark Farrell        | 6–3, 9–7        |
| 1976         | US Open (4)              | Phil Dent     | Betty Stöve Frew McMillan          | 3–6, 6–2, 7–5   |

##### Finali
| Anno         | Torneo                  | Compagno         | Avversari                          | Punteggio           |
| 1966         | Torneo di Wimbledon     | Dennis Ralston   | Margaret Court Ken Fletcher        | 4–6, 6–3, 6–3       |
| ↓ Era Open ↓ |                         |                  |                                    |                     |
| 1968         | Open di Francia         | Owen Davidson    | Françoise Dürr Jean-Claude Barclay | 6–1, 6–4            |
| 1975         | US Open                 | Fred Stolle      | Rosemary Casals Richard Stockton   | 6–3, 7–6            |
| 1977         | US Open (2)             | Vitas Gerulaitis | Betty Stöve Frew McMillan          | 6–2, 3–6, 6–3       |
| 1978         | Torneo di Wimbledon (2) | Ray Ruffels      | Betty Stöve Frew McMillan          | 6–1, 14–12          |
| 1978         | US Open (3)             | Ray Ruffels      | Betty Stöve Frew McMillan          | 6–3, 7–6            |
| 1983         | Wimbledon (3)           | Steve Denton     | Wendy Turnbull John Lloyd          | 6(5)–7, 7–6(5), 7–5 |

## Cronologia dei tornei del Grande Slam

### Singolare
| Torneo          | 1959  | 1960  | 1961  | 1962  | 1963  | 1964  | 1965  | 1966  | 1967  | 1968  | 1969  | 1970  | 1971  | 1972  | 1973  | 1974  | 1975  | 1976  | 1977  | 1978  | 1979  | 1980  | 1981  | 1982  | 1983  | Vit/Par Carriera |
| --------------- | ----- | ----- | ----- | ----- | ----- | ----- | ----- | ----- | ----- | ----- | ----- | ----- | ----- | ----- | ----- | ----- | ----- | ----- | ----- | ----- | ----- | ----- | ----- | ----- | ----- | ---------------- |
| Australian Open | A     | A     | A     | A     | A     | A     | SF    | A     | A     | V     | F     | A     | A     | A     | A     | A     | A     | A     | A / A | A     | A     | A     | A     | QF    | 2T    | 1 / 5            |
| Roland Garros   | A     | A     | A     | A     | A     | A     | A     | A     | QF    | SF    | QF    | QF    | A     | V     | A     | A     | A     | A     | A     | A     | A     | QF    | A     | 3T    | A     | 1 / 7            |
| Wimbledon       | A     | A     | 2T    | QF    | F     | SF    | SF    | V     | V     | V     | F     | F     | SF    | V     | V     | QF    | V     | A     | QF    | QF    | QF    | QF    | A     | SF    | SF    | 6 / 21           |
| U.S. Open       | 1T    | 3T    | 2T    | 1T    | 4T    | QF    | F     | 2T    | V     | F     | QF    | A     | V     | V     | 3T    | V     | A     | A     | QF    | A     | SF    | A     | A     | 1T    | A     | 4 / 18           |
| Vit/Par         | 0 / 1 | 0 / 1 | 0 / 2 | 0 / 2 | 0 / 2 | 0 / 2 | 0 / 3 | 1 / 2 | 2 / 3 | 2 / 4 | 0 / 4 | 0 / 2 | 1 / 2 | 3 / 3 | 1 / 2 | 1 / 2 | 1 / 1 | 0 / 0 | 0 / 2 | 0 / 1 | 0 / 2 | 0 / 2 | 0 / 0 | 0 / 4 | 0 / 2 | 12 / 51          |

### Doppio femminile
| Torneo          | 1959  | 1960  | 1961  | 1962  | 1963  | 1964  | 1965  | 1966  | 1967  | 1968  | 1969  | 1970  | 1971  | 1972  | 1973  | 1974  | 1975  | 1976  | 1977  | 1978  | 1979  | 1980  | 1981  | 1982  | 1983  | 1984  | Vit/Par Carriera |
| --------------- | ----- | ----- | ----- | ----- | ----- | ----- | ----- | ----- | ----- | ----- | ----- | ----- | ----- | ----- | ----- | ----- | ----- | ----- | ----- | ----- | ----- | ----- | ----- | ----- | ----- | ----- | ---------------- |
| Australian Open | A     | A     | A     | A     | A     | A     | F     | A     | A     | SF    | F     | A     | A     | A     | A     | A     | A     | A     | A/A   | A     | A     | A     | A     | SF    | SF    | A     | 0 / 5            |
| Roland Garros   | A     | A     | A     | A     | A     | A     | A     | A     | QF    | F     | QF    | F     | A     | V     | A     | A     | A     | A     | A     | A     | A     | 1R    | QF    | A     | A     | A     | 1 / 7            |
| Wimbledon       | A     | A     | V     | V     | 2T    | F     | V     | QF    | V     | V     | 3T    | V     | V     | V     | V     | QF    | SF    | F     | 2T    | QF    | V     | SF    | A     | 2T    | 3T    | A     | 10 / 22          |
| U.S. Open       | A     | A     | A     | F     | QF    | V     | F     | F     | V     | F     | SF    | A     | A     | SF    | F     | V     | F     | QF    | QF    | V     | F     | V     | A     | 3T    | SF    | QF    | 5 / 20           |
| Vit/Par         | 0 / 0 | 0 / 0 | 1 / 1 | 1 / 2 | 0 / 2 | 1 / 2 | 1 / 3 | 0 / 2 | 2 / 3 | 1 / 4 | 0 / 4 | 1 / 2 | 1 / 1 | 2 / 3 | 1 / 2 | 1 / 2 | 0 / 2 | 0 / 2 | 0 / 2 | 1 / 2 | 1 / 2 | 1 / 3 | 0 / 1 | 0 / 3 | 0 / 3 | 0 / 1 | 16 / 54          |

### Doppio misto
| Torneo          | 1959  | 1960  | 1961  | 1962  | 1963  | 1964  | 1965  | 1966  | 1967  | 1968  | 1969  | 1970  | 1971  | 1972  | 1973  | 1974  | 1975  | 1976  | 1977  | 1978  | 1979  | 1980  | 1981  | 1982  | 1983  | 1984  | Vit/Par Carriera |
| --------------- | ----- | ----- | ----- | ----- | ----- | ----- | ----- | ----- | ----- | ----- | ----- | ----- | ----- | ----- | ----- | ----- | ----- | ----- | ----- | ----- | ----- | ----- | ----- | ----- | ----- | ----- | ---------------- |
| Australian Open | A     | A     | A     | A     | A     | A     | QF    | A     | A     | V     | SF    | ND    | ND    | ND    | ND    | ND    | ND    | ND    | ND/ND | ND    | ND    | ND    | ND    | ND    | ND    | ND    | 1 / 3            |
| Roland Garros   | A     | A     | A     | A     | A     | A     | A     | A     | V     | F     | SF    | V     | A     | QF    | A     | A     | A     | A     | A     | A     | A     | A     | 2T    | A     | A     | A     | 2 / 6            |
| Wimbledon       | A     | A     | 1R    | A     | A     | 2T    | A     | F     | V     | SF    | QF    | 3T    | V     | SF    | V     | V     | 3T    | 2T    | SF    | F     | 3T    | QF    | A     | 3T    | F     | A     | 4 / 19           |
| U.S. Open       | A     | A     | A     | 2T    | SF    | QF    | A     | A     | V     | A     | 3T    | A     | V     | SF    | V     | SF    | F     | V     | F     | F     | 2T    | A     | A     | 2T    | 2T    | 3T    | 4 / 17           |
| Vit/Par         | 0 / 0 | 0 / 0 | 0 / 1 | 0 / 1 | 0 / 1 | 0 / 2 | 0 / 1 | 0 / 1 | 3 / 3 | 1 / 3 | 0 / 4 | 1 / 2 | 2 / 2 | 0 / 3 | 2 / 2 | 1 / 2 | 0 / 2 | 1 / 2 | 0 / 2 | 0 / 2 | 0 / 2 | 0 / 1 | 0 / 1 | 0 / 2 | 0 / 2 | 0 / 1 | 11 / 45          |

A = non ha partecipato al torneo
V= vittoria
Vit/Par = numero vittorie su numero di partecipazioni
ND = Non disputato
Nota: l'Australian Open fu giocato due volte nel 1977, in gennaio e a dicembre.

## Nei media
Nel 2017 viene distribuito il film La battaglia dei sessi (Battle of the Sexes), dove Billie Jean King viene interpretata da Emma Stone.